# Lord Derby's parkiet
Lord Derby's parkiet (Psittacula derbiana) is een vogel uit de familie Psittaculidae (papegaaien van de Oude Wereld). Deze vogel is genoemd naar de de 13e graaf van Derby, de Britse politicus en natuuronderzoeker Edward Smith-Stanley (1775-1851).

## Kenmerken
De vogel heeft een lengte van 50 cm en een blauwachtig hoofd en een zwart voorhoofdsbandje, dat de teugel bedekt en doorloopt tot de ogen. Het bandje wordt gemarkeerd door een hemelsblauwe streep, die het grootste deel van de keel bedekt. De rugzijde is groen en de borst is mauve. De vleugel bevat een bleekgroene vlek, die ook in de pootveren te vinden is. De ogen zijn strokleurig, de snavel is rood en de poten grijs.

## Verspreiding en leefgebied
Deze soort komt voor in zuidwestelijk China en noordoostelijk India.

## Status
De grootte van de populatie is niet gekwantificeerd maar de soort werd in 1997 omschreven als vrij algemeen. Aangenomen wordt dat de soort snel achteruitgaat door vangst voor de kooivogelhandel. Op de Rode lijst van de IUCN heeft deze soort daarom de status gevoelig.